# Valve aortique
Pour les articles homonymes, voir valve.
La valve aortique est l'une des quatre valves du cœur située à la jonction entre le ventricule gauche et l'aorte ascendante.

## Terminologie
Dans le Trésor de la langue française informatisé, il est préconisé l'emploi du mot « valvule », la « valve » étant un composé de cette dernière. La plupart des traités de médecine emploie cependant le terme « valve ». Les dictionnaires spécialisés en médecine préconisent également le terme « valve », la « valvule » étant une partie de la valve, ou plus spécifique aux veines.

## Structure

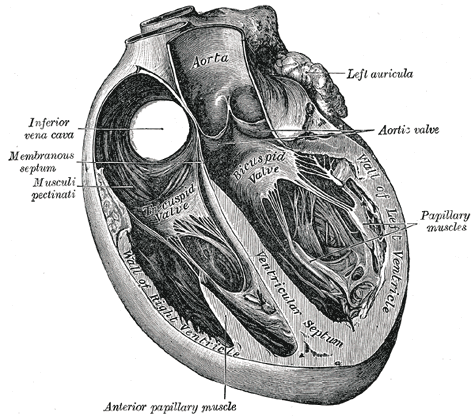
Coupe transversale du cœur passant par la valve aortique.

La valve aortique est située en bas du bulbe de l'aorte au-dessus de la chambre de chasse du ventricule gauche au niveau de l'orifice aortique.

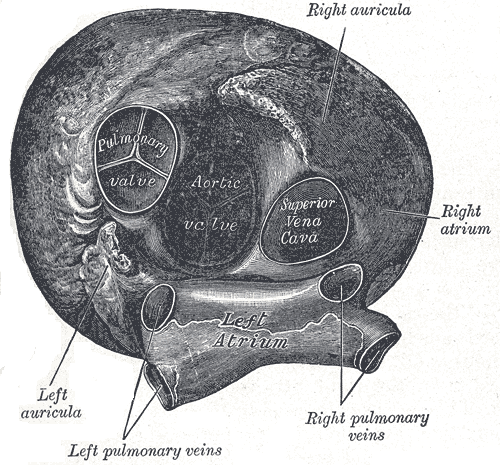
Position de la valve aortique sur la face supérieure du cœur (aorte, artère pulmonaire et veine cave supérieure réséquées.

Elle est constituée de trois valvules (ou cuspides) semi-lunaires formées par des replis de l'endocarde et attachées à l'anneau aortique :
- la valvule coronaire droite de la valve aortique (ou valvule semi-lunaire droite de la valve aortique),
- la valvule coronaire gauche de la valve aortique (ou valvule semi-lunaire gauche de la valve aortique),
- la valvule semi-lunaire postérieure de la valve aortique (ou valvule non coronaire de la valve aortique).

Elles sont séparées au niveau de leur attache par les commissures des valvules semi-lunaires de la valve aortique.
Au niveau de la partie moyennes de leur bord libre un petit renflement fibreux constitue les nodules des valves semi-lunaires aortiques (ou nodules d'Arantius). De part et d'autre de ces nodules apparaissent des segments minces et translucides formant les lunules des valvules semi-lunaires de la valve aortique.

### Variations
Rarement, le nombre de cuspides peut être réduit à deux (bicuspidie) et de manière exceptionnelle, elles peuvent être quatre (quadricuspide).

## Anatomie fonctionnelle
Au cours du cycle cardiaque, elle s'ouvre et se ferme régulièrement. Lorsqu'elle est ouverte, elle permet le passage de sang du ventricule gauche ; lorsqu'elle est fermée, elle empêche le sang de refluer vers le ventricule. 
Les cuspides soutiennent les trois sinus de Valsalva, qui sont trois renflements de la partie initiale de l'aorte, desquels naissent les deux artères coronaires.

## Aspect clinique

### Exploration

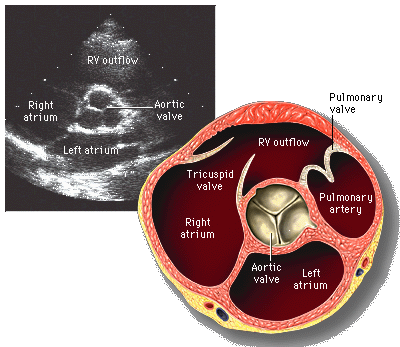
Vue à axe court de la valve aortique du cœur accompagné d'une échographie.

L'évaluation anatomique et fonctionnelle peut s e réaliser par échocardiographie , par scanner ou IRM cardiaque et par cathétérisme  vasculaire.

### Pathologie
Le dysfonctionnement de la valve aortique peut être provoquée par un rétrécissement aortique ou une insuffisance aortique. 
Une endocardite infectieuse peut également atteindre et altérer la valve aortique.
Une valve aortique bicuspide peut être accompagné d'anévrisme et de calcifications valvulaires.

### Traitement
Le traitement d'un dysfonctionnement de la valve aortique est médical si le degré de rétrécissement ou d'insuffisance n'est pas trop important et que le retentissement sur le cœur n'est pas trop important. Dans le cas contraire la chirurgie peut être nécessaire.